# Papaya – Die Liebesgöttin der Cannibalen
Papaya – Die Liebesgöttin der Cannibalen (Originaltitel: Papaya dei Caraibi) ist ein dem Sexploitation-Genre zugehöriger italienischer Abenteuerfilm von Joe D’Amato aus dem Jahr 1978. Der Softsexfilm handelt von einer Inselschönheit – gespielt von Melissa Chimenti in ihrer einzigen Hauptrolle – die im Namen einer Rebellengruppe Männer verführt, um diese an einem Kraftwerksbau zu hindern.
Der reißerische deutsche Filmtitel suggeriert eine nicht vorhandene Beziehung mit dem Subgenre des Kannibalenfilms, obgleich der Film auch Elemente des Horrorfilms enthält.

## Handlung
Auf einer karibischen Insel soll gegen den Willen der Einheimischen ein Kernkraftwerk errichtet werden. Die Insulaner setzen sich gegen das Vorhaben zur Wehr, organisieren sich und entsenden eine kleine Geheimorganisation unter Führung ihrer Liebesgöttin Papaya, einer tropischen Schönheit. Diese umgarnt nach und nach die Ingenieure des Projektes mit dem Ziel, Informationen über das geplante Kraftwerk zu sammeln. Anschließend werden die Ingenieure bestialisch ermordet.
In diesem exotischen Paradies verbringt die sozialkritische Journalistin Sara ihren Urlaub. Dort trifft sie zufällig auf den befreundeten Ingenieur Vincent, der an der Konstruktion des Kraftwerks beteiligt ist. Die beiden ahnen nichts von den blutigen Umtrieben, als sie während eines kleinen Ausflugs der eleganten Papaya begegnen. Die scheinbar freundliche Einheimische lockt das Paar zu einer traditionellen Zeremonie namens „Fest des roten Steins“, bei dem sie den beiden Drogen verabreicht und sie sich gefügig macht.
Tage später wird Sara von zwei Häschern der Organisation entführt. Von diesen erfährt sie, dass Vincent ermordet werden soll, sie selbst soll verschont werden und von der Unterdrückung der naturverbundenen Einwohner berichten. Während Vincent sich Papaya vollkommen ergibt und später ermordet wird, verfällt Sara dem dunkelhäutigen Anführer der Rebellen. Diese Liebesbeziehung weckt die Eifersucht der bisexuellen Papaya, die Sara ebenfalls begehrt. Am Ende des Films gelingt es der Organisation, Sara für ihre Zwecke zu gewinnen.

## Kritiken
Das Lexikon des internationalen Films schrieb, die „simpel gemachte“ und „dilettantisch gespielte“ Produktion sei mehr ein  Sex- als ein Horrorfilm.